# Butania
Butania is een geslacht van rechtvleugeligen uit de familie Chorotypidae. De wetenschappelijke naam van dit geslacht is voor het eerst geldig gepubliceerd in 1903 door Bolívar.

## Soorten
Het geslacht Butania omvat de volgende soorten:
- Butania lugubris Brunner von Wattenwyl, 1898
- Butania metallica Ingrisch, 1987